# Ди (река у Велсу)
Ди (вел. Dyfrdwy, енгл. River Dee) је река у Уједињеном Краљевству, у Енглеској. Дуга је 112 km. Протиче кроз Чешир и Шропшир. Улива се у Ирско море. 